# Guamaré
Guamaré este un oraș în Rio Grande do Norte (RN), Brazilia.